# Dima und Lama Hattab

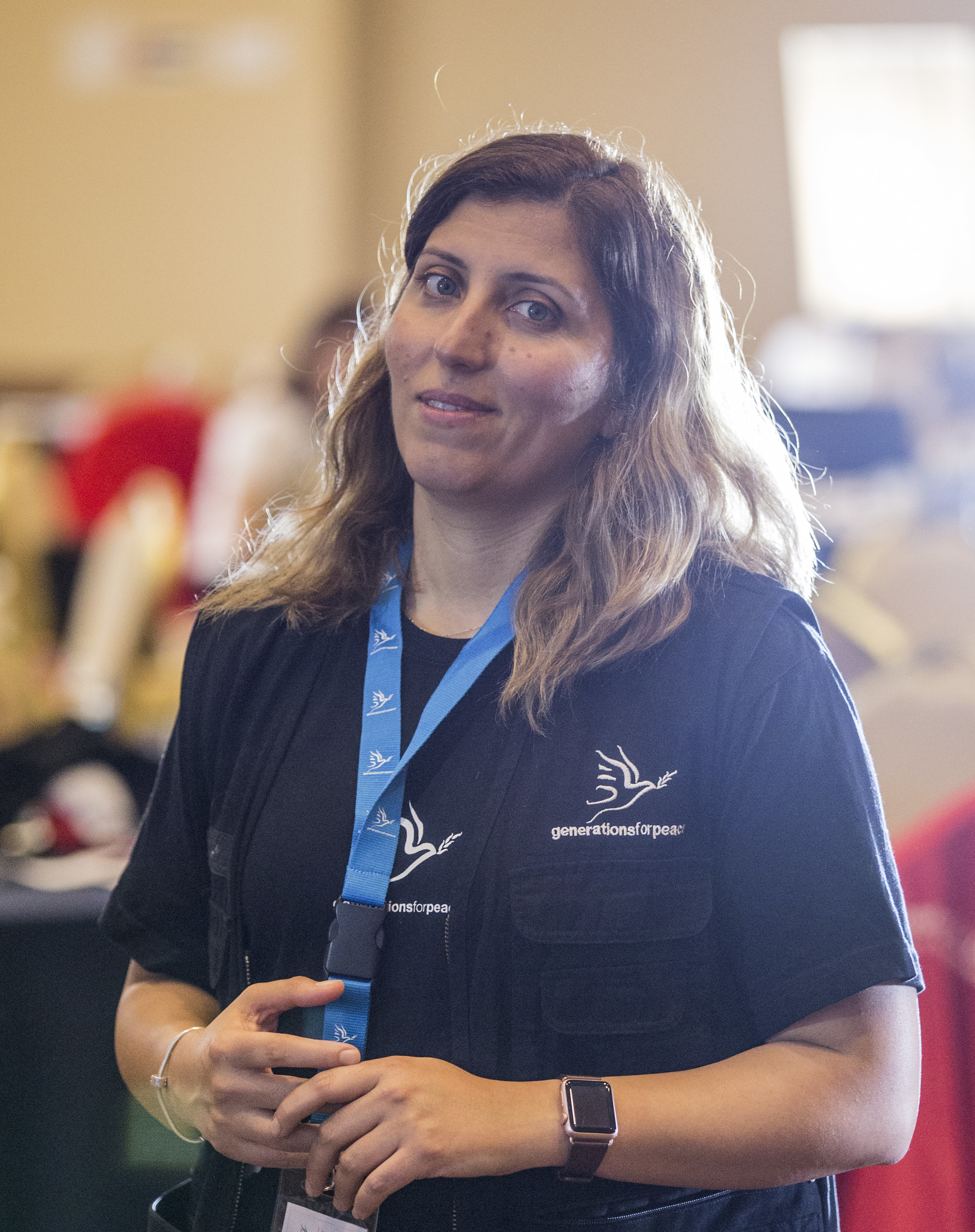
Lama Hattab 2012

Dima und Lama Hattab (arabisch ديما حطاب, DMG Dīmā Ḥaṭṭāb und لما حطاب / Lamā Ḥaṭṭāb; geboren am 31. Dezember 1980 in Amman, Jordanien) sind jordanische Zwillingsschwestern, die sich auf Ultramarathonläufe spezialisiert haben. Sie sind die ersten weiblichen Läufer aus Jordanien, die je einen Marathon gelaufen sind und die ersten weiblichen Läufer des Nahen Ostens, die am marokkanischen Marathon des Sables teilgenommen haben. Aufgrund ihrer sportlichen Leistungen und ihres Engagements gelten sie als Vorbilder für Frauen in der Region und zählen zu den bekanntesten weiblichen Jordaniern.

## Sportliche Karriere
Die Zwillingsschwestern Dima und Lama Hattab begannen ihre Laufkarriere im Alter von 18 Jahren. Anfangs konzentrierten sie sich auf Mittelstreckenlauf, wo sie an Schulwettbewerben teilnahmen. Nach einem Trainerwechsel zu Siham Neamat, der sie zu den Langstrecken überredete, wechselten sie auf die Marathondistanzen. Ihre besonderen sportlichen Talente wurden sichtbar, als sie 1999 am Ultramarathon am Toten Meer teilnahmen. Im Halbmarathon-Wettbewerb belegte Lama den 3. Platz und Dima den 4. Platz.
Im Jahr 2000 nahmen sie erneut an dem Rennen teil, wobei Lama den Titel auf der Marathon-Distanz und Dima den Titel im Ultramarathon (50 km) gewann. Im selben Jahr nahmen sie am Desert Cup teil, einem jährlich stattfindenden Lauf über die Distanz von 168 km. Unter den weiblichen Teilnehmern erreichten die Schwestern Hand in Hand den 9. Platz.
Ein Jahr später nahmen sie am Marathon des Sables teil, einem 250 km langen und sechs Tage dauerndem Lauf in der Sahara-Wüste Marokkos. Hierbei müssen alle Teilnehmer ihre persönliche Ausrüstung, notwendige Utensilien und die Verpflegung während des Rennens auf dem Rücken tragen. In den Folgejahren nahmen die Zwillingsschwestern zusätzlich auch an Langstreckenläufen in der ganzen Welt teil. Im Herbst 2003 starteten sie etwa beim Berlin-Marathon, 2006 am 216 km langen La Tranzaq (Frankreich).
2006 nahmen sie am 217 km langen Badwater Ultramarathon im Death-Valley-Nationalpark teil. In Vorbereitung dieses Rennens reisten sie auch nach Deutschland, um hier andere Teilnehmerinnen kennenzulernen und sich auf das Rennen vorzubereiten.
Im April 2007 berichtete L'Orient Le Jour, dass Dima und Lama Hattab seit Februar 2007 intensiv trainierten, um mehrere Gipfel über 5000 m Höhe zu besteigen, darunter den Kilimandscharo, den Aconcagua in den Anden, den Denali in Alaska, den Cho Oyu in Tibet und den Mount Everest. Die Vorbereitungen dafür fanden in Alaska statt. 

## Sportliches Engagement
Während eines Marathon-Rennens im Jahr 2000 lernten Dima und Lama Hattab den deutschen Arzt Holger Finkernagel kennen, der die World Humanitarian Marathon und Ultramarathon Foundation (WHMF) leitete, eine Organisation, die weltweit Langstreckenrennen organisiert und deren Erlös gemeinnützigen Zwecken zugutekommt. Aus dieser Begegnung entstand die Idee für den Jebel-Ishrin-Marathon im jordanischen Wadi Rum, den die Zwillingsschwestern erstmals 2002 organisierten. Der Name des Rennens nimmt Bezug auf den Jebel Umm Al Ishrin, einen Berg mit 20 Kuppeln in der Fels- und Sandwüste.
Die Zwillingsschwestern setzten sich in besonderem Maße für humanitäre Projekte ein und haben ihre sportlichen Aktivitäten damit verbunden, diverse NGO zu unterstützen. Im Jahr 2005 initiierten sie eine Kampagne zusammen mit dem libanesischen Extremläufer Ali Wehbi und mit der NGO Hope for Children in Jordanien, Libanon und Ägypten, um Forschungszentren zu unterstützen, die sich Kinder-Krebspatienten widmen. Beim 255 km langen Lauf durch die Sahara in Marokko, dem Marathon de Sables erbaten sie von Sponsoren einen Dollar für jeden gelaufenen Meter für den guten Zweck, berichtete die jordanische Tageszeitung Al Rai.

## Beruf und Wirken
Dima und Lama sind in Tabarbour, einem Außenbezirk im Norden von Amman, aufgewachsen und in die Schule gegangen. Sowohl Lama als auch Dima haben einen Bachelor-Abschluss in Informationstechnologie und ein WHMF-Zertifikat als Marathon-Trainerinnen.
Lama Hattab hat zudem einen Masterabschluss in Konfliktlösungsmanagement. Sie arbeitet seit März 2009 bei der gemeinnützigen Nichtregierungsorganisation Generations for Peace in Amman und leitet seit 2014 den Bereich Programme. 2018 gründete sie die Initiative #HerStepsCount, mit der sie die Rolle von Frauen für Frieden bildende und Konflikt vermeidende Handlungen stärken will.
Vor 2009 war sie für das Olympische Komitee in Jordanien, Extreme Jordan, World Humanitarian Marathon und die Ultra Marathon Foundation sowie für die jordanische International Police Training Center Security Division tätig.
Dima Hattab lebt seit ihrer Eheschließung in den USA. Zuvor war sie für die FIFA vor und während der U-17-Fußball-Weltmeisterschaft der Frauen 2016 in Jordanien tätig.